# Mavaca (rijeka)
Mavaca je rijeka u Venezueli. Pritoka je rijeke Orinoco.